# VEVAK
VEVAK (persky وزارت اطلاعات و امنیت کشور‎) je íránské ministerstvo, které se zabývá sběrem, analýzou a ochranou informací důležitých pro bezpečnost státu a je jedno z nejmocnějších ministerstev v Íránu. Činnost ministerstva je pod přímou kontrolou duchovního vůdce Ajatolláha Chameneího.
Od založení v roce 1984 mělo ministerstvo pět ministrů. Zatím posledním ministrem je od roku 2009 Hajdar Moslehí.

## Historie
Do roku 1979 existovala v Íránu šáhova tajná služba SEVAK.(persky سازمان اطلاعات و امنیت کشور‎ česky Úřad pro informace a bezpečnost státu) Hlavním úkolem této organizace bylo sledování a likvidace odpůrců šáhova režimu. Po revoluci byl SEVAK rozpuštěn a vznikla nová organizace pod názvem SAVAMA. SAVAMA měla stejnou funkci jako SEVAK ovšem s odlišnou ideologií. Po napadení Íránu Irákem v roce 1980, byli z pragmatických důvodů někteří bývalí členové SEVAK přijati zpět do služby, protože Írán potřeboval aktivovat některé agenty SEVAK působících v irácké straně Baas. Činnost byla zaměřena hlavně na podporu islámských militantních organizací a likvidaci politických odpůrců. V 80. letech byla SAVAMA přejmenována na VEVAK.
Zpravodajští pracovníci ministerstva mohou působit jako diplomaté na íránských zastupitelských úřadech. Jako neoficiální krytí jsou používány různé zahraniční společnosti, které jsou přímo nebo nepřímo napojeny na Írán. Jedním s příkladů je například Bank-e Mellí s pobočkami v Hamburku, Frankfurtu nad Mohanem a Düsseldorfu, která slouží jako zdroj pro financování operací VEVAK.